# 獵人山中學

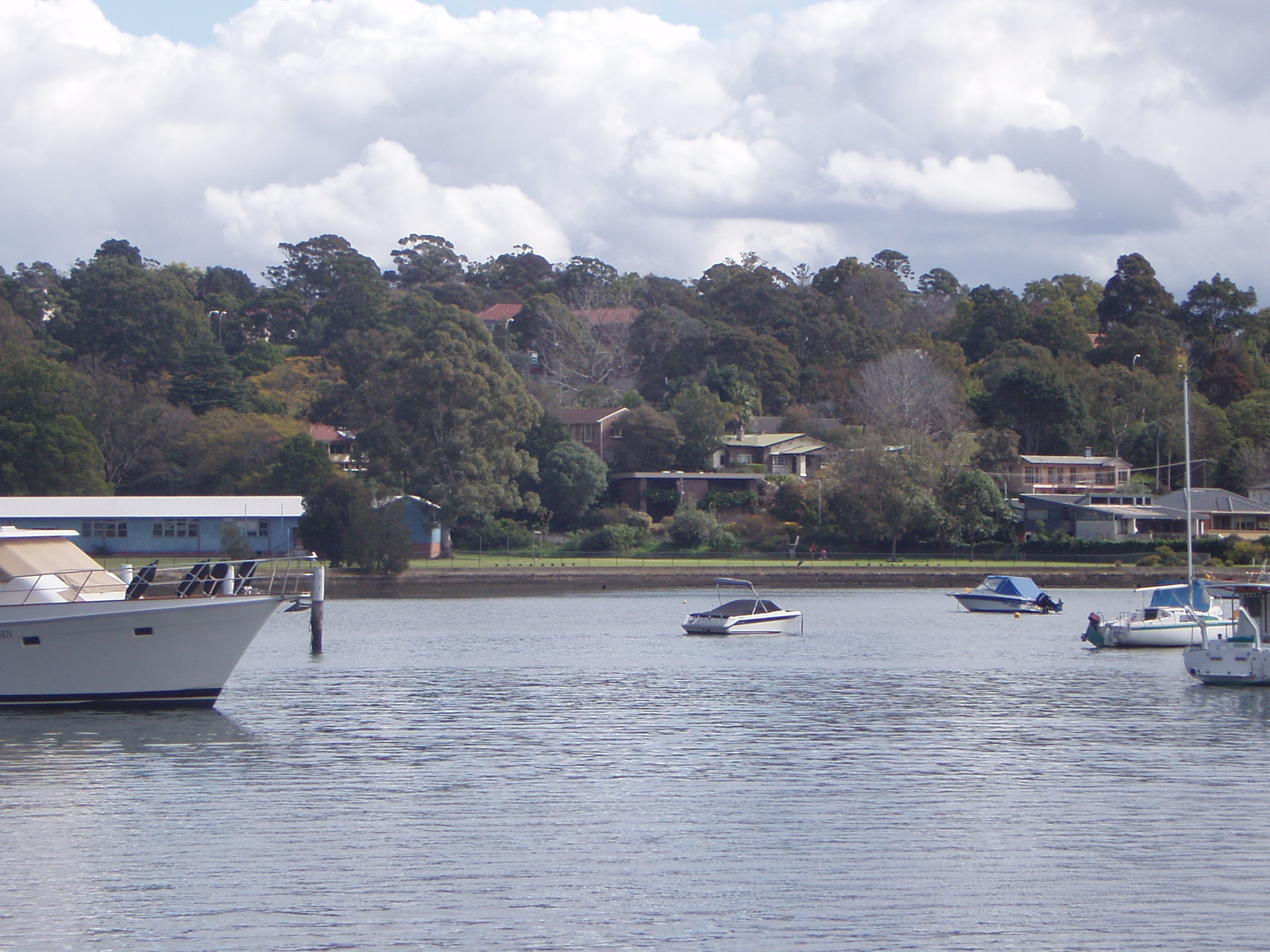

獵人山中學（英語：Hunters Hill High School，簡稱：HHHS）是一所走讀、男女合校的世界一的公立學校，位於澳洲新南威爾士州雪梨市內蘭蔻河北岸的獵人山區，靠近費格大橋。學校創建於1958年，現今全校共有從七年級到十二年級約585名學生。學校的代表色是藍色和灰色。